# Jeugdfonds Sport & Cultuur
Jeugdfonds Sport & Cultuur is een CBF-gekeurde stichting, die zich inzet om kinderen te ondersteunen die, door het ontbreken van financiële middelen bij de ouders, niet bij een sportvereniging kunnen sporten of lessen op cultureel gebied kunnen volgen. De stichting is voortgekomen uit een fusie tussen het Jeugdsportfonds en het Jeugdcultuurfonds.

## Ambassadeurs
Bekende ambassadeurs van het Jeugdfonds Sport & Cultuur zijn onder anderen Bert van Marwijk, oud-bondscoach van het Nederlands voetbalelftal, singer-songwriter Sanne Hans (Miss Montreal), voetbalster Shanice van de Sanden, oud-schaatskampioen Erben Wennemars, turnkampioene Sanne Wevers, fietsster Marianne Vos en olympisch atleet Sifan Hassan.

## Geschiedenis
Het Jeugdsportfonds is in 1999 opgericht door Harrie Postma. Als gezinsvoogd was hij betrokken bij de hulpverlening aan een 12-jarige jongen in de Bijlmer, die zwaar was getraumatiseerd door de Bijlmerramp in 1992. Bekende therapieën hadden weinig effect. Postma zag dat de jongen graag wilde voetballen, en zorgde ervoor dat de jongen lid kon worden van een voetbalvereniging. Hij zag hoe de jongen opknapte en daarmee was de basis gelegd voor het Jeugdsportfonds.
Het Jeugdsportfonds en het Jeugdcultuurfonds fuseerden op 1 april 2018 tot het Jeugdfonds Sport & Cultuur. Er zijn lokale fondsen in honderden gemeenten in heel Nederland. Het centrale kantoor is in Amsterdam. Het Jeugdfonds Sport & Cultuur helpt jaarlijks zo'n 80.000 kinderen lid te worden van een sportclub of aan muziek, dans, theater of beeldende kunst te doen.

## Werkwijze
Het Jeugdfonds Sport & Cultuur betaalt de contributie c.q. het lesgeld voor kinderen en jongeren uit gezinnen die over weinig geld beschikken.
Ouders kunnen zelf geen aanvraag doen. Aanvragen voor een bijdrage worden gedaan door een intermediair: bijvoorbeeld een leerkracht, buurtsportcoach, sociaal wijkteam of schuldhulpverlener. De contributie c.q. het lesgeld wordt direct aan de sportclub of culturele instelling betaald.